# معادلة تاناكا
في الرياضيات، تعتبر معادلة تاناكا هي مثال على المعادلات التفاضلية العشوائية التي لا يوجد لديها حل مؤكد وإنما حل ضعيف. وسميت على اسم عالم الرياضيات الياباني هيروشي تاناكا.
ومعادلة تاناكا هي معادلة تفاضلية عشوائية ذات بعد واحد : 

{\displaystyle \mathrm {d} X_{t}=\operatorname {sgn}(X_{t})\,\mathrm {d} B_{t},}
ومن تعريف المتعارف عليه للحركة البراونية B , بشرط X0 = 0, , ويدل sgn على دالة الإشارة 

{\displaystyle \operatorname {sgn}(x)={\begin{cases}+1,&x\geq 0;\\-1,&x<0.\end{cases}}}
{\displaystyle {\tilde {B}}_{t}=\int _{0}^{t}\operatorname {sgn} {\big (}{\hat {B}}_{s}{\big )}\,\mathrm {d} {\hat {B}}_{s}=\int _{0}^{t}\operatorname {sgn} {\big (}X_{s}{\big )}\,\mathrm {d} X_{s},}
وللتبسيط:
{\displaystyle \mathrm {d} {\tilde {B}}_{t}=\operatorname {sgn}(X_{t})\,\mathrm {d} X_{t}.}
وبالتالي:
{\displaystyle \mathrm {d} X_{t}=\operatorname {sgn}(X_{t})\,\mathrm {d} {\tilde {B}}_{t},}